# Lucasuchus
Lucasuchus é um género extinto de aetossauro. Fósseis foram encontrados na Formação Bull Canyon do Grupo Dockum no afloramento na localidade de Revuelto Creek no Condado de Quay, Novo México. As amostras datam do final do período Noriano do Triássico. O género foi nomeado em 1995, pelo paleontólogo norte-americano Spencer G. Lucas.
Lucasuchus foi proposto pela primeira como sinónimo do Longosuchus em 1999, e vários outros estudos também consideram um género inválido. No entanto, estudos mais recentes concluíram que o Lucasuchus não é compativel com qualquer outro género conhecido de aetossauro, e é provável esteja mais relacionado com Desmatosuchus e Acaenasuchus do que Longosuchus. A presença de chifres alongados no osteoderma lateral é compartilhada por todos esses género, que compõem a subfamília Desmatosuchinae.
Tem sido sugerido que o Lucasuchus seja um dimorfismo sexual e pertencentes à mesma espécie do Longosuchus meadei ou um estágio ontogenético da espécie (o que significa que ele representaria um grupo etário em particular). No entanto, várias características do Lucasuchus podem indicar que ele é realmente diferente do L. meadei ao invés de um exemplo de variação morfológica. Por exemplo, o Lucasuchus tem um padrão claro de poços e sulcos na osteodermas paramediana radial das costas enquanto Longosuchus tem apenas um padrão aleatório de buracos nas paramedianas. Em Longosuchus, os paramedianos têm grandes eminências cônica, ou projeções, enquanto que em Longosuchus essas projeções estão presentes apenas na forma de baixas saliências piramidais. Lucasuchus também não tem a ou entalhes sobre os picos das osteodermas laterais que são vistas no Longosuchus.